# Alexander Bards diskografi
Aleanders Bards diskografi inkluderar studioalbum, melodifestivalbidrag och singlar där musikproducenten Alexander Bard medverkat. Sedan 1982 har Bard medverkat i ett flertal musikgrupper.

## Singlar (urval)
| Årtal | Singel                  | Anmärkning                                     |
| ----- | ----------------------- | ---------------------------------------------- |
| 1982  | Life in a Goldfish Bowl | tillsammans med Lola Gorgonzola och Juicy Lucy |

### Melodifestivalbidrag
Sedan 1989 har Bard medverkat som musik- och textförfattare i ett flertal melodifestivalbidrag. Ett av bidragen där han medverkat var "En dag", med sångaren Tommy Nilsson som vann Melodifestivalen 1989.
| MF   | Låt                              | Artist            | Text/musik                                                                                             | Anmärkning                |
| ---- | -------------------------------- | ----------------- | --- | ------------------------- |
| 1989 | "En dag"                         | Tommy Nilsson     | Tim Norell (t/m), Ola Håkansson (t/m), Alexander Bard (t)                                              | Vinnare                   |
| 1996 | "Driver dagg faller regn"        | Andreas Lundstedt | Alexander Bard (t/m), Ola Håkansson (t/m), Tim Norell (t/m)                                            | andra plats               |
| 1997 | "Jag saknar dig, jag saknar dig" | Andreas Lundstedt | Alexander Bard, Ola Håkansson, Tim Norell                                                              | 7:e plats                 |
| 2006 | "Temple of love"                 | BWO               | Anders Hansson (t/m), Alexander Bard (t/m)                                                             | andra plats               |
| 2008 | "Lay Your Love on Me"            | BWO               | Bobby Ljunggren (t/m), Anders Hansson (t/m), Alexander Bard (t/m), Henrik Wikström (t/m)               | 3:e plats                 |
| 2009 | "It's My Life"                   | Amy Diamond       | Alexander Bard (t/m), Bobby Ljunggren (t/m), Oscar Holter (t/m)                                        | 5:e plats (andra chansen) |
| 2009 | "You're Not Alone"               | BWO               | Fredrik Kempe (t/m), Alexander Bard (t/m), Anders Hansson (t/m)                                        | 6:e plats (andra chansen) |
| 2011 | "En blick och nånting händer"    | Lasse Stefanz     | Alexander Bard (m), Ola Håkansson (m), Tim Norell (t)                                                  | 5:e plats (utslagen)      |
| 2011 | "I Thought It Was Forever"       | Shirley’s Angels  | Robin Abrahamsson (t/m), Alexander Bard (t/m), Bobby Ljunggren (t/m), Henrik Wikström (m)              | 8:e plats (andra chansen) |
| 2013 | "Rockin' The Ride"               | Army of Lovers    | Alexander Bard (t/m), Henrik Wikström (t/m), Per QX (t/m), Andreas Öhrn (t/m), Jean-Pierre Barda (t/m) | 6:e plats (utslagen)      |
| 2014 | "När änglarna går hem"           | Martin Stenmarck  | Peter Boström (t/m), Alexander Bard (t/m), Andreas Öhrn (t/m), Martin Stenmarck (t/m)                  | 3:e plats (andra chansen) |